# Suhpalacsa trimaculatus
Suhpalacsa trimaculatus is een insect uit de familie van de vlinderhaften (Ascalaphidae), die tot de orde netvleugeligen (Neuroptera) behoort. 
Suhpalacsa trimaculatus is voor het eerst wetenschappelijk beschreven door New in 1984.